# 丰港乡
丰港乡，是中华人民共和国河南省信阳市固始县下辖的一个乡镇级行政单位。

## 行政区划
丰港乡下辖以下地区：
桥沟街道社区、高庄村、童营村、倒庙村、竹楼村、军岗村、大桥村、丰港村、潘台村、付寨村、潘庄村、台地村、赵圩村、姚圩村、种子场村、左圩村、谢集村、张集村、杨庄村、高圩村、李棚村、冯棚村和新桥村。